# マンテマ属
マンテマ属（マンテマぞく、学名：Silene）は、ナデシコ科の属の1つ。
マンテマやムシトリナデシコ、ビランジ、マツヨイセンノウ、シラタマソウ、フシグロなどの種が含まれる。